# 曾敬驊
曾敬驊（1997年12月30日—），臺灣男演員。參加電影《返校》試鏡，從萬人海選當中脫穎而出，成為最具潛力之超新星，於片中飾演學弟「魏仲廷」，並入圍第56屆金馬獎最佳新演員和第22屆台北電影獎最佳男主角。2020年，曾敬驊在電影《刻在你心底的名字》中飾演王柏德（Birdy），連續兩部出演電影皆取得破億票房，堪稱「億萬票房幸運星」。
2023年曾敬驊在愛奇藝奇幻喜劇《不良執念清除師》中飾演男主角蒲一永，憑藉該劇入圍第28屆亞洲電視大獎最佳男主角獎和第59屆金鐘獎戲劇節目男主角獎。

## 電影
| 上映日期      | 片名                 | 角色          | 導演           |
| ------------- | -------------------- | ------------- | -------------- |
| 2019年9月20日 | 《返校》             | 魏仲廷        | 徐漢強         |
| 2020年9月30日 | 《刻在你心底的名字》 | 王柏德(Birdy) | 瞿友寧、柳廣輝 |
| 2021年1月29日 | 《ME》               | 顏威立        | 江奕勳         |
| 2023年3月31日 | 《做工的人 電影版》  | 林俊傑        | 鄭芬芬         |
| 2023年4月14日 | 《疫起》             | 安泰河        | 林君陽         |
| 2023年8月18日 | 《我的麻吉4個鬼》    | 許辰緯        | 謝沛如         |
| 2025年9月12日 | 《我家的事》         | 蕭子夏        | 潘客印         |
| 2025年11月    | 《大濛》             |               | 陳玉勳         |
| 2025年        | 《失樂園》           |               | 蔡銀娟         |

### 短篇電影
| 上映日期       | 片名           | 角色   | 導演   |
| -------------- | -------------- | ------ | ------ |
| 2016年12月15日 | 《鵬灣物語》   | 李信助 | 李冠賢 |
| 2017年1月11日  | 《如果有一天》 | 簡子玨 | 吳遷維 |
| 2017年7月26日  | 《丟你魯味》   | 不適用 | 曾敬驊 |
| 2017年7月26日  | 《恐香糖》     | 孟哲   | 黃智榮 |
| 2018年5月12日  | 《俱人》       | 林尚秀 | 劉安榛 |

### 配音
- 2023年 《蒼鷺與少年》中文版-角色：牧眞人
- 2023年 《高雄電影節》電影放映CF
- 2023年【金馬60-致電影】聲音故事互動體驗 錄製故事

## 戲劇作品
| 播出日期       | 劇名                   | 角色         | 導演           | 頻道             |
| -------------- | ---------------------- | ------------ | -------------- | ---------------- |
| 2018年3月4日   | 《公視學生劇展-狗罩》  | 員工         | 戴浩宇         | 公視             |
| 2020年4月30日  | 《誰是被害者》         | 方毅任(少年) | 莊絢維、陳冠仲 | Netflix          |
| 2020年5月10日  | 《做工的人》           | 林俊傑(小傑) | 鄭芬芬         | HBO              |
| 2021年9月3日   | 《逆局》               | 陸齊         | 莊絢維、陳冠仲 | 愛奇藝           |
| 2021年12月30日 | 《華燈初上》           | 吳少強(少年) | 連奕琦         | Netflix          |
| 2023年4月15日  | 《不良執念清除師》     | 蒲一永       | 林冠慧         | 台視、八大戲劇台 |
| 2023年11月10日 | 《此時此刻》           | 王可杰       | 連奕琦、黃婕妤 | Netflix          |
| 2024年6月21日  | 《誰是被害者2》        | 方毅任(少年) | 莊絢維、陳冠仲 | Netflix          |
| 2025年2月14日  | 《童話故事下集》       | 劉文傑       | 李念修         | Netflix          |
| 2025年         | 《如果我不曾見過太陽》 | 李壬曜       | 蔣繼正、簡奇峯 | Netflix          |

## 主持
- 2023年 公視《二呆流浪記之完全大人手冊》
- 2023年 公視《二呆流浪記之完全大人手冊》番外篇——「我以為，流浪很簡單」

## 音樂錄影帶
- 2020年 盧廣仲《刻在我心底的名字》
- 2020年 李友廷《誰》
- 2022年 A-Lin《摯友》
- 2024年 林家謙《無答案》
- 2024年 椅子樂團《倖存者》
- 2025年 YOUNG POSSE(영파씨) feat.10cm《COLD》

## 廣告代言
- 2017年 高雄市政府交通局「我的公車日常移動新主張　加油篇」
- 2017年 一「網」情深－網路交友宣導影片
- 2019年 上好佳田園薯片「鹹蛋黃是種癮」
- 2021年 MEN's Bioré 10倍炭系列代言人
- 2022年 Adidas Originals 新春系列
- 2022年 Samsung「玩轉夜視界」
- 2022年 JINS 日本製春夏系列 品牌形象大使
- 2023年 高雄電影節 年度形象影片
- 2024年 Ora2 代言人

## 活動
- 2020年6月7日《做工的人》最終回座談
- 2020年6月27日 第22屆台北電影節《惡之畫》引言人
- 2020年9月25日《刻在你心底的名字》信義威秀一日售票店長
- 2020年10月25日《刻在你心底的名字》同拍會樂聲影城廣場全劇組與粉絲合拍照（表演薩克斯風）
- 2020年11月21日 第57屆金馬獎 歌曲引言人
- 2020年12月17日 GAP麗寶店 開幕活動
- 2021年1月20日《ME》開幕典禮
- 2021年10月2日 第56屆金鐘獎頒獎典禮 頒獎嘉賓
- 2022年6月11日 第44屆金穗獎頒獎典禮 頒獎嘉賓
- 2022年9月27日 第59屆金馬獎入圍名單 揭曉嘉賓
- 2023年3月12日 第16屆亞洲電影大獎 頒獎嘉賓
- 2023年3月25日 第48屆藝美獎 頒獎嘉賓
- 2023年4月18日 《不良執念清除師》泰國宣傳活動
- 2023年5月18日 《不良執念清除師》消除執念再不良也要留念 粉絲見面會
- 2023年6月28日 GQCreative 靈感派對 上海走秀
- 2023年9月10日 PALLADIUM 快閃店w/韓寧
- 2023年10月7日 高雄電影節開幕典禮 影展大使
- 2023年10月7日 高雄電影節 TTXC講座《你的角色不是你的角色——導演和演員的探戈》
- 2023年10月19日 CalvinKlein 2023 秋季系列發佈會＠日本
- 2024年10月19日 第59屆金鐘戲劇節目頒獎典禮 頒獎人暨入圍者
- 2024年11月23日 第61屆金馬獎頒獎典禮 頒獎嘉賓
- 2025年3月18日 《失樂園》香港國際影視展——台灣館媒體發布會
- 2025年3月21日 大阪國際電影節 台灣之夜座談會
- 2025年3月22日 《我家的事》大阪國際電影節 映後
- 2025年6月28日 第36屆金曲獎頒獎典禮 頒獎嘉賓
- 2025年7月5日 第27屆台北電影節頒獎典禮 頒獎嘉賓

## 獎項紀錄
| 年份   | 頒獎典禮                      | 獎項             | 影片                 | 角色                | 結果 |
| ------ | ----------------------------- | ---------------- | -------------------- | ------------------- | ---- |
| 2019年 | 第56屆金馬獎                  | 最佳新演員       | 《返校》             | 魏仲廷              | 提名 |
| 2020年 | 第22屆台北電影獎              | 最佳男主角       | 《返校》             | 魏仲廷              | 提名 |
| 2021年 | 第12屆青年電影手冊年度盛典    | 年度新演員       | 《刻在你心底的名字》 | 王柏德              | 提名 |
| 2021年 | 第12屆青年電影手冊年度盛典    | 年度男演員       | 《刻在你心底的名字》 | 王柏德              | 提名 |
| 2023年 | 第28屆亞洲電視大獎            | 最佳男主角       | 《不良執念清除師》   | 蒲一永              | 提名 |
| 2024年 | 第3屆500Young                 | 影壇新活水獎     | 不適用               | 不適用              | 獲獎 |
| 2024年 | 第6屆亞洲內容大獎&全球OTT大獎 | 最佳新人男演員獎 | 《誰是被害者2》      | 方毅任 （少年時期） | 提名 |
| 2024年 | 第59屆金鐘獎                  | 戲劇節目男主角獎 | 《不良執念清除師》   | 蒲一永              | 提名 |
| 2025年 | 第20屆大阪亞洲影展            | 藥師真珠獎       | 《我家的事》         | 蕭子夏              | 獲獎 |
| 2025年 | 第27屆台北電影獎              | 最佳男配角       | 《我家的事》         | 蕭子夏              | 提名 |

## 外部連結
- 曾敬驊的Facebook專頁
- 曾敬驊的Instagram帳戶
- 曾敬驊在互联网电影资料库（IMDb）上的資料（英文）
- 曾敬驊在台灣電影網上的資料（繁體中文）
- 曾敬驊在豆瓣上的资料（简体中文）